# 尉迟秋仁
尉迟秋仁（?—?），公元5世纪后期的于阗（今新疆维吾尔自治区和田县）国王。佉卢文作矩伽罗摩那（Gugramaya）。
魏文成帝和平二年（461年），北魏使臣韩羊皮出使波斯回国，波斯遣使送驯象、珍物等还聘北魏，途经于阗，尉迟秋仁假称怕有贼寇，而将礼物扣留，由此礼物不达北魏。魏献文帝天安元年（466年）派遣韩羊皮出使于阗，下诏责备尉迟秋仁，尉迟秋仁于是向北魏称臣，从此每年进贡。皇兴四年（470年）柔然兴兵犯于阗，遣使目素伽奉表向北魏求救，北魏当时正在讨伐吐谷浑，下诏令于阗坚守待援，北魏未发兵，柔然解围。 